# Örvös csája
Az örvös csája (Chauna torquata) a lúdalakúak (Anseriformes) rendjébe, ezen belül a tüskésszárnyúmadár-félék (Anhimidae) családjába tartozó faj.

## Előfordulása
Argentína, Bolívia, Brazília, Paraguay, Peru és Uruguay területén él. Mocsarak lakója.

## Megjelenése
Hossza 81–95 centiméter. Súlya kb. 4–4,5 kilogramm. A kis feje mellé, viszonylag nagy termet és lábfej járul, hosszú ujjakkal. Nyakukon fekete gyűrűt víselnek. Nevüket a szárnyhajlatukon lévő csontos sarkantyúkról kapták, melyet harcra is használnak. Figyelmeztető hangja 3 kilométerre is elhallatszik.
|  |  |

## Életmódja
Levelekkel, rügyekkel és  növényi részekkel táplálkozik.

## Szaporodása
Fészküket, nádból és gallyakból építik, lehetőleg vízpart közelében.

## Állatkertekben
Magyarországon a Veszprémi Állatkertben tartanak örvös csájákat.